# Lacey Hearn
Lacey Earnest Hearn (Portland, Indiana, 23 de marzo de 1881 - Fort Wayne, Indiana, 19 de octubre de 1969) fue un atleta estadounidense de principios del siglo XX.
En 1904 participó en los Juegos Olímpicos de San Luis, en el que ganó dos medallas. En los 1500 metros ganó la medalla de bronce, por detrás de James Lightbody y Frank Verner. Al mismo tiempo, formando parte del equipo mixto del US Chicago, junto a Jim Lightbody, Albert Coray, William Frank Verner y Sidney Hatch ganó la medalla de plata en la carrera de las 4 millas por equipos. También participó en la carrera de los 800 metros.

## Mejores marcas
- 1500 metros. 4 '07,4 ", en 1904
- milla. 4 '32.6 ", en 1903